# El riu de la vida (pel·lícula de 1992)
El riu de la vida (títol original en anglès: A River Runs Through It) és una pel·lícula estatunidenca dirigida per Robert Redford, estrenada el 1992, treta de la novel·la A River Runs Through It de Norman Maclean. Ha estat doblada al català.

## Argument
Montana, al començaments del segle xx. Un pastor protestant rigorista inculca als seus dos joves fills la seva passió per a la pesca amb mosca. Una distracció que reunirà sempre Norman i Paul, que la vida allunyarà i la mort separarà...

## Repartiment
- Craig Sheffer: Norman Maclean
- Brad Pitt: Paul Maclean
- Tom Skerritt: John Maclean, pastor escocès presbiterià, pare de Norman i Paul
- Brenda Blethyn: Sra. Maclean, la mare de Norman i Paul
- Emily Lloyd: Jessie Burns
- Edie McClurg: Sra. Burns
- Stephen Shellen: Neal Burns, el germà de Jessie
- Vann Gravage: Paul jeune
- Nicole Burdette: Mabel
- Susan Traylor: Rawhide
- Michael Cudlitz: Chub
- Rob Cox: Conroy
- Buck Simmonds: Humph
- Fred Oakland: M. Burns
- David Creamer: Ken Burns
- Madonna Reubens: tia Sally
- John Reubens: oncle Jimmy
- Arnold Richardson: Norman, de gran
- MacIntyre Dixon: el sergent de policia
- William Hootkins: Murphy
- Al Richardson: Mr. Murchison
- Jess Schwidde: Mr. Sweeney
- Chuck Adamson: Harry
- Rex Kendall: un periodista
- Jack Kroll: un periodista
- Martina Kreidl: la secretaria del diari

## Al voltant de la pel·lícula
- El rodatge s'ha desenvolupat a Bozeman i Livingston, a Montana.
- Robert Redford ha trigat anys abans d'aconseguir convèncer Norman Maclean perquè li cedís els drets d'adaptació del seu llibre.
- Encara que interpreti el paper de la mare de Stephen Shellen a la pel·lícula, Edie McClurg no té més que sis anys més.
- Cap dels actors mai no havia pescat amb mosca abans d'aquesta pel·lícula.
- En la versió original, la veu del narrador pertany a Robert Redford.
- Enamorat de la naturalesa, àvid dels grans espais americans i pescador emèrit, Robert Redford tenia ganes d'adaptar el llibre de Norman Maclean. El tema i l'ambient de la pel·lícula són característics d'un moviment de pensament molt anglosaxó que data del segle xvii i de Izaac Walton, i que associa reflexió filosòfica, religiositat, sentiment de pertinença a la naturalesa ecologista i... pesca amb mosca.
- La dona de l'època de Stephen Shellen va parir durant el rodatge,

## Premis i nominacions

### Premis
- 1993. Oscar a la millor fotografia per Philippe Rousselot

### Nominacions
- 1993. Oscar al millor guió adaptat per Richard Friedenberg
- 1993. Oscar a la millor banda sonora per Mark Isham
- 1993. Globus d'Or al millor director per Robert Redford
- 1994. Grammy a la millor composició instrumental escrita per pel·lícula o televisió per Mark Isham